# Komîșivka Perșa, Cetatea Albă
Komîșivka Perșa (în ucraineană Комишівка Перша) este un sat în comuna Uspenea din raionul Cetatea Albă, regiunea Odesa, Ucraina.

## Demografie
Componența lingvistică a localității Komîșivka Perșa
     Ucraineană (92,13%)
     Rusă (6,74%)
     Bulgară (1,12%)
Conform recensământului din 2001, majoritatea populației localității Komîșivka Perșa era vorbitoare de ucraineană (92,13%), existând în minoritate și vorbitori de rusă (6,74%) și bulgară (1,12%).